# Lã Khải (Đông Ngô)
Lã Khải (giản thể: 吕凯; phồn thể: 呂凱; bính âm: Lü Kai; ? – 230), là tướng lĩnh Đông Ngô thời Tam Quốc trong lịch sử Trung Quốc.

## Cuộc đời
Lã Khải quê ở huyện Hải Lăng, quận Quảng Lăng, Từ Châu, là con trai trưởng của Đại tư mã Đông Ngô Lã Đại, thường theo cha tòng quân.
Mùa thu năm 246, Tôn Quyền phong Lã Đại là Thượng Đại tướng quân, đốc Kinh Châu hữu bộ, từ tây Vũ Xương đến Bồ Kỳ. Lã Khải được phong làm Phó quân Hiệu úy, đốc quân ở Bồ Kỳ.
Năm 256, Lã Đại chết thọ 96 tuổi, Lã Khải tập tước Đô hương hầu, cũng vâng theo di ngôn của Đại, khi chôn cất mình dùng áo quan mộc, đội khăn thưa mặc áo cộc vải thô, theo đúng phép tống táng, mọi việc đơn giản tiết kiệm.

## Trong văn hóa
Lã Khải không xuất hiện trong tiểu thuyết Tam quốc diễn nghĩa của La Quán Trung.